# عملیات سیجو
عملیات سیجو (به ژاپنی: 西上作戦 せいじょうさくせん)، عملیات و نبردهایی در اواخر دوره سنگوکو بود که توسط خاندان کای تاکدا از سپتامبر ۱۵۷۲ تا آوریل ۱۵۷۳ انجام شد. در ۱۵۶۸ سر تقسیم قدرت در ولایت‌های تازه متصرف‌شدهٔ توتومی و سوروگا مابین تاکدا شینگن و توکوگاوا ایه‌یاسو و اودا نوبوناگا اختلاف بروز کرد، و رابطه شینگن با این دو رو به تیرگی گذاشت. درگیری نوبوناگا با بوداییان و واقعهٔ آتش زدن کوه هیئی موجب خشم تاکدا شینگن شد که یک بودایی مؤمن بود. در نتیجه شینگن نیز آماده حمله به نوبوناگا و متحدش ایه‌یاسو شد. شینگن اتحاد با نوبوناگا را فسخ کرد و با خاندان هوجو دوباره متحد شد. بدین ترتیب تنها یک متحد یعنی ایه‌یاسو برای نوبوناگا باقی مانده بود و تمامی ولایت‌های اطراف به صف دشمنان وی پیوستند. در ۱۵۷۲ نوبوناگا با خاندان اوئه‌سوگی که در حال جنگ با شینگن بود، پیمان اتحاد بست.
در اکتبر ۱۵۷۱، تاکدا شینگن که حالا متحد خاندان هوجو شده بود، تصمیم گرفت به پایتخت، مقر نوبوناگا، حمله کند. برای این حمله نخست لازم بود از قلمروی ایه‌یاسو بگذرد. به همین جهت شینگن به قلمروی ایه‌یاسو در ولایت توتومی حمله برد. ایه‌یاسو از نوبوناگا درخواست کمک کرد و او نیز ۳۰۰۰ سرباز برایش فرستاد. در اوایل ۱۵۷۳ نبرد میکاتاگاهارا میان دو ارتش درگرفت و ارتش تاکدا تحت رهبری زیرکانه شینگن، نیروهای ایه‌یاسو را در هم کوبید. این بزرگ‌ترین شکست جنگی در زندگی ایه‌یاسو بود. مدت کوتاهی پس از این نبرد، شینگن در ۱۳ مه ۱۵۷۳ به سبب بیماری درگذشت و نیروهایش مجبور به عقب‌نشینی شدند. پس از او پسرش تاکدا کاتسویوری که نسبت به پدرش از توانایی‌هایی کمتری برخوردار بود، به ریاست خاندان رسید.
عملیات سیجو شامل چهار نبرد می‌شود: نبرد هیتوکوتوزاکا (۱۰ اکتبر ۱۵۷۲)، محاصره قلعه فوتاماتا، نبرد میکاتاگاهارا و محاصره قلعه نودا

## زمینه

### روابط ولایت کای و اُواری
تاکدا شینگن در دوره تنبون (از ژوئیه سال ۱۵۳۲ تا اکتبر ۱۵۵۵ میلادی) در دوره سنگوکو به ولایت شینانو حمله کرد، یک اتحاد سه‌گانه با خاندان ایماگاوا در ولایت سوروگا و خاندان هوجو در ولایت ساگامی تشکیل داد. او با اوئه‌سوگی کنشین مقابله و جنگ کرد و قلمرو خود را به منطقه ناحیه هوکوشین (بخش شمالی استان ناگانو) گسترش داد. از سوی دیگر، اودا نوبوناگا از ولایت اٌواری را در دوره ایروکو (از فوریه ۱۵۵۸ تا آوریل ۱۵۷۰ میلادی) متحد کرد.
در سال ۱۵۶۰ ایماگاوا یوشیموتو از ولایت سوروگا را در نبرد اوکه‌هازاما شکست داد و به ولایت مینو حمله کرد. درگیری خاندان تاکدا با خاندان اوئه‌سوگی با پنجمین نبرد کاواناکاجیما به پایان رسید و در ولایت سوروگا به دلیل آشفتگی در قلمرو به دلیل تغییر رئیس خاندان، ماتسودایرا موتویاسو (توکوگاوا ایه‌یاسو) از ولایت میکاوا از خاندان ایماگاوا جدا و مستقل شد و به عنوان یک نیروی مستقل ظهور کرد. در این شرایط، خاندان‌های تاکدا و اودا از دوره ایروکو، زمانی که سرزمین‌هایشان شروع به تماس با یکدیگر کرد، روابط دیپلماتیک داشتند.
در ابتدا، خاندان تاکدا نسبت به خاندان اودا که دشمنان طبیعی خاندان ایماگاوا بودند، خصومت نشان دادند، اما آنها فعالانه در کشمکش‌ها و نبردهای ولایت مینو دخالت نکردند و موضع بی‌طرفی گرفتند.
در دوره تنبون، اودا نوبوناگا با دختر سایتو دوسان به نام نوهیمه ازدواج کرد و با او ائتلاف کرد و با خاندان تاکدا بر سر تصاحب مناطقی مقابله کرد، اما بعداً وقتی سایتو یوشیتاتسو، پسری که جانشین او شد، پدرش دوسان را کشت، اتحاد بین خاندان سایتو و خاندان اودا شکسته شد و این دو خاندان با هم دشمن شدند.
از دیدگاه خاندان تاکدا، برای جلوگیری از موقعیتی که در آن خاندان سایتو از پشت به سمت ولایت‌های جنوبی در جریان نبرد با خاندان اوئه‌سوگی در ولایت‌های شمالی شینتو پیشروی کند، لازم است نه تنها با خاندان ایماگاوا مبارزه کرد. بلکه برای مبارزه با خاندان اودا، که رابطه خصمانه ای با خاندان ایماگاوا دارد، یک رابطه دیپلماتیک پیچیده پدید آمد که نیاز به همکاری داشت.
حتی پس از تغییر رئیس خاندان ایماگاوا، تاکدا و ایماگاوا به اتحاد خود ادامه دادند، اما روابط به تدریج خراب شد و در سال ۱۵۶۵، تاکدا یوشینوبو، پسر بزرگ خاندان تاکدا، با خواهر واقعی رئیس خاندان ایماگاوا ازدواج کرد حادثه ای بود که در آن یوشینوبو به دلیل شورش از ارث پدرش شینگن محروم شد (حادثه یوشینوبو). به دلیل عدم ارث بردن یوشینوبو پسر او از زن اصلی او، وارث خاندان تاکدا، پسر دیگر شینگن از یک زن غیراصلی او، سووا کاتسویوری (تاکدا کاتسویوری) شد، اما در همین زمان، دختر خوانده نوبوناگا (دختر خواهر نوبوناگا، همسر اصلی توئویاما نائوکادو) مورد استقبال خاندان تاکدا به عنوان همسر کاتسویوری قرار گرفت. به این ترتیب تلاش‌هایی برای بهبود روابط بین تاکدا و اودا در حال انجام بود. در سال ۱۵۶۷، آنها اتحاد خود را با نامزد کردن ماتسو هیمه (دختر ششم شینگن) با اودا نوبوتادا (پسر بزرگ نوبوناگا) حفظ کردند.
از سوی دیگر، با توجه به رابطه بین خاندان‌های تاکدا و اودا و اقتدار کیوتو، خاندان تاکدا در درگیری با خاندان اوئه‌سوگی از شوگون سیزدهم آشیکاگا یوشی‌ترو وساطت برای پایان دادن به درگیری دریافت کرد و در دوره ایروکو (از فوریه ۱۵۵۸ تا آوریل ۱۵۷۰ میلادی)، رابطه با معبد هونگان نیز تقویت شد.
از سوی دیگر، نوبوناگا در ۲۶ سپتامبر ۱۵۶۸ به کیوتو رفت و شوگون پانزدهم آشیکاگا یوشی‌آکی را به مقام شوگونی رساند و دو طرف همکاری کردند، اما در ژانویه ۱۵۷۰، نوبوناگا برای محدود کردن قدرت یوشی‌آکی او را تحت فشار قرار داد. در نتیجه یوشی‌آکی که از نوبوناگا ناراضی بود، نامه‌هایی را صادر می‌کند و به شینگن، هونگانجی کننیو، آساکورا یوشیکاگه (دایمیوی ولایت اچیزن) و سه ژنرال میوشی دستور می‌دهد تا نوبوناگا را تحت سلطه خود درآورند، اما به دلیل رابطه شینگن با خاندان اودا، شینگن از انجام این کار خودداری می‌کند. علاوه بر این، تحقیقات اخیر در مورد شوگون‌سالاری موروماچی و دولت اودا سوالاتی را در مورد اینکه آیا آشیکاگا یوشی‌آکی در این دوره قصد انقیاد نوبوناگا را داشته است، مطرح کرده است.

## حمله به سوروگا و تغییرات در روابط کای و اُواری

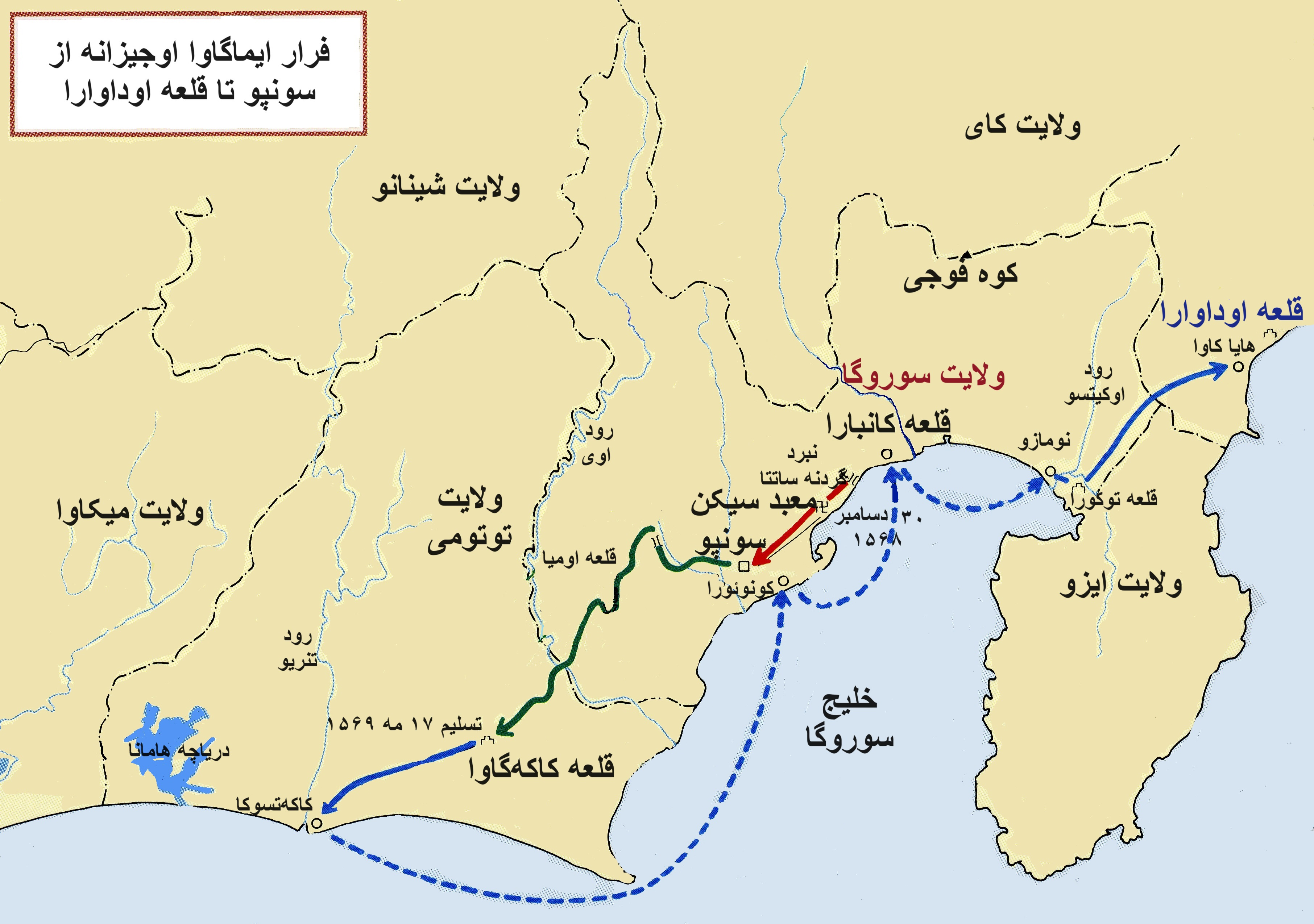
نقشه فرار ایماگاوا اوجیزانه در حمله به سوروگا و رفتن او به قلعه اوداوارا] در سال ۱۵۶۸

در سال ۱۵۶۸، تاکدا و خاندان ایماگاوا تبدیل به دشمن شدند و خاندان تاکدا با همکاری توکوگاوا ایه‌یاسو از ولایت میکاوا (حمله به سوروگا) به قلمرو سوروگا-ایماگاوا حمله کردند. حمله به سوروگاهمچنین اتحاد کوسو بین تاکدا و خاندان ساگامی گو-هوجو را از هم پاشید و خاندان گو هوجو برای اعمال فشار بر قلمرو تاکدا اتحاد اتسوسو با خاندان اچیگو-اوئه‌سوگی تشکیل دادند و تاکدا نیز با خاندان توکوگاوا وارد مذاکره شد اما بر سر تقسیم و واگذاری قلمرو ایماگاوا رابطه تاکدا-توکوگاوا به رقابت تبدیل شد. هنگامی که خاندان تاکدا به سوروگا حمله کرد، نوبوناگا از ایه‌یاسو، متحد خود خواست که در قرارداد با تاکدا تجدید نظر کند، اما ایه‌یاسو به عنوان یک نیروی مستقل عمل می‌کرد. از طریق نوبوناگا، شینگن توانست از میانجیگری شوگون آشیکاگا یوشی‌آکی استفاده کند و با خاندان اچیگو اوئه‌سوگی (بعدها تبدیل به اتحاد کواتسو شد) صلح کند.
در آوریل ۱۵۷۰، نوبوناگا سفری به ولایت اچیزن انجام داد تا آشیکاگا یوشی‌آکی را تحت سلطه خود درآورد، اما به دلیل خیانت شوهرخواهر خود، آزای ناگاماسا (محاصره کانگاساکی (۱۵۷۰)) شکست سختی را متحمل شد. با شروع، نیروهای ضد نوبوناگا در نقاط مختلف نیز قیام کردند و اولین شبکه حلقه محاصره نوبوناگا تشکیل شد. پس از این، نبرد آنه‌گاوا و نبردهای نبرد قلعه نودا . قلعه فوکوشیما رخ داد، اما هنوز حرکتی از شینگن وجود نداشت. با این حال، در دسامبر همان سال، نامه ای از سوی برادر همسر شینگن، هونگانجی کننیو، که او نیز بخشی از شبکه محاصره نوبوناگا بود، ارسال شد و از شینگن درخواست کمک کرد (و در ماه مه سال بعد، نامه مشابهی از ولایت یاماتو توسط ماتسوناگا هیساهیده ارسال شد).
با مرگ هوجو اوجی‌یاسو در اکتبر ۱۵۷۱، اتحاد کای و ساگامی دوباره منعقد شد و به خاندان تاکدا اجازه داد تا سوروگا را ایمن کنند و به قلمرو میکاوا توکوگاوا حمله کند.

### اوئه‌سوگی کنشین
در اوت ۱۵۷۲، تاکدا شینگن از شوهر خواهر همسر اصلی‌اش سانجونوکاتا یعنی هونگانجی کننیو خواست تا با استفاده از کاگا ایکی به ولایت اتچو حمله کند و به اتچو ایکو-ایکی/شورش دهقانی مذهبی در ولایت اتچو بپیوندد. اتچو ایکو-ایکی در این زمان یک رویداد در مقیاس بزرگ بود که نه تنها راهبان معبد هونگان مانند هونگانجی کننیو، بلکه فرماندهان نظامی ولایت اتچو مانند شینا یاسوتانه در آن شرکت داشتند و با اوئه‌سوگی کنشین نبرد و مخالفت می‌کردند. به همین دلیل، اوئه‌سوگی کنشین مجبور شد بر سرکوب قیام متمرکز شود و نمی‌توانست به قلمرو خاندان تاکدا حمله کند.
در اکتبر همان سال، تاکدا شینگن از خاندان‌های آزای و آساکورا درخواست کرد تا اودا نوبوناگا را مهار کنند و حمله به قلمرو میکاوا توکوگاوا را آغاز کردند.

## لشکرکشی

### استقرار/مرحله اولیه

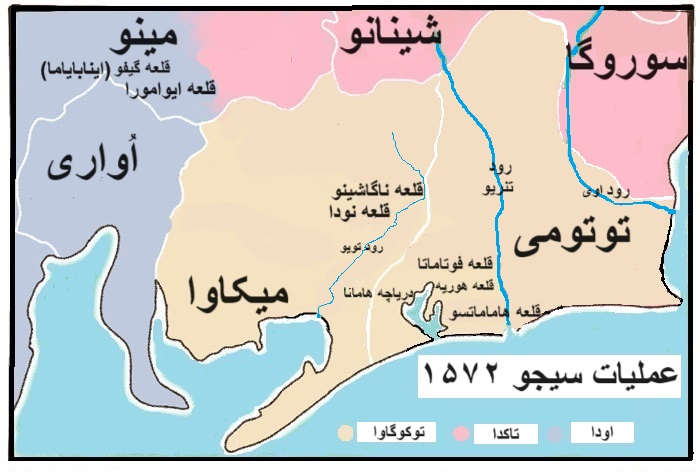
نقشه منطقه قبل از عملیات سیجو

در ۲۸ دسامبر ۱۵۷۰، آکییاما توراشیگه سعی کرد از طریق قلمرو خاندان توئویاما در شرق ولایت مینو به ولایت میکاوا، پایگاه توکوگاوا ایه‌یاسو، حمله کند. در نتیجه نبرد کانمورا  بین نیروهای ترکیبی خاندان توئویاما و خاندان توکوگاوا درگرفت. خاندان توئویاما شکست سختی را متحمل شد، اما چون سه گروه یاماگا در اوکو-میکاوا (بخش شمالی و کوهستانی میکاوا) که قرار بود به عنوان بخشی از طرف توکوگاوا در جنگ شرکت کنند، قبلاً با خاندان تاکدا ارتباط برقرار کرده بودند، بنابراین خاندان توئویاما بدون درگیری زیاد به قلعه‌های مربوط خود عقب‌نشینی کردند.
در ۲۹ سپتامبر ۱۵۷۲، تاکدا شینگن ۳۰۰۰ سرباز را به ملازمان ارشد خود یاماگاتا ماساکاگه و آکییاما توراشیگه (نوبوتومو) سپرد و به میکاوا، قلمرو متحد نوبوناگا، توکوگاوا ایه‌یاسو، حمله کرد. سپس در ۳ اکتبر، شینگن نیز با نیرویی متشکل از ۲۲۰۰۰ سرباز از ولایت کای حرکت کرد و در ۱۰ اکتبر از گردنه آئوکوزوره‏ (یا گردنه هیوکوشی) به قلمرو ایه‌یاسو، ولایت توتومی، حمله کرد.
یاماگاتا ماساکاگه که به میکاوا حمله کرد، به تازگی اربابان محلی اوکو-میکاوا ر (بخش شمالی و کوهستانی میکاوا) که به سه گروه یاماگا نیز معروف بودند مانند ارباب قلعه ناگاشینو، سوگانوما ماساسادا‏، را تحت فرمان خود درآورد با راهنمایی‌های آنها او به سمت هاماماتسو حرکت کرد و به قلعهٔ سوزوکی شیگه‌توکی که جنوب قلعه ناگاشینو قرار داشت؛ حمله کردند. نیروهای یاماگاتا، که سوزوکی شیگه‌توکی را شکست دادند و او را مجبور به فرار کردند، بیشتر به داخل ولایت توتومی حرکت کردند. پس از تسخیر قلعه دیگری در این منطقه یاماگاتا ماساکاگه به نیروی اصلی شینگن که قلعه فوتاماتا را در اوایل نوامبر محاصره کرده بود (نبرد هوتوکه‌زاکا  پیوست.
از سوی دیگر، در شرق (هیگاشی) ولایت مینو، در ۲۱ سپتامبر ۱۵۷۲، توئویاما کاگه‌تو، ارباب قلعه ایوامورا بر اثر بیماری بدون وارث درگذشت، بنابراین عمه اودا نوبوناگا، اوتسویا نو کاتا، که بیوه توئویاما کاگه‌تو بود، عملاً مدتی ارباب زن قلعه شد.
نوبوناگا به عنوان جانشین خاندان ایوامورا توئویاما شاخه‌ای از خاندان توئویاما، پنجمین پسر خود «گوبومارو» (اودا کاتسوناگا، که در آن زمان ۳ ساله بود) را به فرزندخواندگی این خاندان و رهبری آن درآورد، اما زمانی که قلعه ایوامورا توسط آکییاما توراشیگه محاصره شد و قلعه دچار بحران شد، اوتسویا نو کاتا به آکییاما توراشیگه روی آورد. توراشیگه از او خواست که قلعه را به شرط ازدواج تسلیم کند. اوتسویا شرایط تسلیم به خاندان تاکدا را پذیرفت. در ۱۴ نوامبر، شینگن ملازمان خود شیموجو نوبوئوجی را برای تصرف قلعه ایوامورا اعزام کرد. در میکاوا مونوگاتاری چنین آمده است: «شینگن کسی را داشت که او را برای پیشروی به سمت جلو راهنمایی کند، بنابراین تصمیم گرفت میکاوا را به مقصد شرق ولایت مینو ترک کند».
هنگامی که ارتش اصلی شینگن به توتومی حمله کرد، جناح حاکم ایه‌یاسو، آمانو فوجیهیده ، که در شمال توتومی نفوذ داشت، بلافاصله از ترس قدرت شینگن تسلیم شد و به عنوان راهنمای شینگن خدمت کرد.
در ۱۳ اکتبر، شینگن ارتش اصلی خود را به دو سپاه تقسیم کرد و یک سپاه متشکل از ۵۰۰۰ سرباز را به ملازم ارشد خود، بابا نوبوهارو، سپرد تا قلعه تادابوکا را تصرف کند و سپس به سمت قلعه فوتاماتا پیشروی کند، در حالی که ۱۷۰۰۰ سپاه باقی مانده از ارتش اصلی شینگن به قلعه فوتاماتا حمله کردند. او تمام قلعه‌های توکوگاوا در شمال ولایت توتومی را در یک روز به تصرف خود درآورد.

## نبرد هیتوکوتوزاکا
اردوگاه توکوگاوا ایه‌یاسو به دلیل حمله یاماگاتا ماساکاگه از شمال ولایت میکاوا قادر به بسیج نیروی واکنشی نبود و چاره ای جز مقابله با تنها ۸۰۰۰ سرباز از ولایت توتومی نداشت. این کمتر از نیمی از ارتش تاکدا بود. اگر هیچ اقدامی در برابر تهاجم شینگن انجام نمی‌شد، اجتناب ناپذیر بود که متحدان توکوگاوا نگران یا خائن شوند، بنابراین در ۱۴ اکتبر، ایه‌یاسو برای مبارزه با شینگن به راه افتاد. با این حال، ارتش توکوگاوا با ارتش تاکدا در، یکی از شاخه‌های رود اوتا (استان شیزوئوکا) در نبرد هیتوکوتوزاکا درگیر شد، اما به دلیل کمبود نیرو شکست خورد. تا حدی به لطف تلاش‌های ملازمان ارشد ایه‌یاسو، هوندا تاداکاتسو و اوکوبو تاداسوکه، ایه‌یاسو با خیال راحت به قلعه هاماماتسو عقب‌نشینی کرد. گفته می‌شود عملکرد هوندا تاداکاتسو در این زمان شینگن را تحت تأثیر قرار داده است.

## محاصره قلعه فوتاماتا
در ۱۵ اکتبر، نیروی اصلی شینگن قلعه نوساکا را تصرف کرد. در ۱۶ اکتبر، او به نیروهای بابا نوبوهارو که قبلاً قلعه تادافوکا را تصرف کرده بودند و قلعه فوتاماتا را محاصره کرده بودند، پیوست. قلعه فوتاماتا یک مکان استراتژیک واقع در بخش مرکزی ولایت توتومی بود. علاوه بر این، همان‌طور که از نامش پیداست، این قلعه مستحکمی بود که بر روی تپه فوتاماتا، جایی که رود تنریو و رود فوتاماتا به هم می‌رسند، ساخته شده بود. اگرچه ناکانه ماساترو، ارباب قلعه، از نظر قدرت نظامی در موقعیت بسیار نامطلوبی قرار داشت، اما مقاومت شدیدی کرد و ارتش تاکدا را به دردسر انداخت. با این حال، به دلیل «حمله آبی» که توسط شینگن انجام شد (نه به روشی که قلعه را زیر آب برد، اما منبع آب قلعه را قطع کرد)، آب قطع شد و علاوه بر این، نیروهای یاماگاتا ماساکاگه که به ولایت میکاوا حمله کرده بودند، به نیروی اصلی شینگن پیوستند و ارتش محاصره کننده حتی قدرتمندتر شد.
در اواخر نوامبر، اخباری به خاندان اودا رسید که «ارتش تاکدا قلعه فوتاماتا» (نوشته شده در نوبوناگا کوکی) را محاصره کرده است. نوبوناگا بلافاصله ساکوما نوبوموری، هیراته هیروهیده، میزونو نوبوموتو و دیگران را اعزام کرد.
در ۱۹ دسامبر، ناکانه ماساترو قلعه را به شرط نجات جان سربازان باقیمانده قلعه تسلیم کرد و به قلعه هاماماتسو رفت. در نتیجه، بیشتر ولایت توتومی به قلمرو تاکدا تبدیل شد و بسیاری از بومیان ولایت توتومی و سامورایی‌های محلی نیز متحدان ارتش تاکدا شدند. در زمان رسیدن نیروهای کمکی اودا، قلعه فوتاماتا قبلاً سقوط کرده بود و ارتش تاکدا در حال حمله به هدف بعدی خود، قلعه هوریه  (طبق نوبوناگا کوکی) بود.

## نبرد میکاتاگاهارا

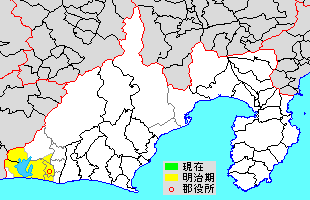
ناحیه فوچی اطراف دریاچه هامانا نبرد میکاتاگاهارا

نبرد میکاتاگاهارا نبردی بین تاکدا شینگن و توکوگاوا ایه‌یاسو در ۲۵ ژانویه ۱۵۷۳ در میکاتاگاهارا در ناحیه فوچی، ولایت توتومی بود. در این نبرد ارتش توکوگاوا ارتش تاکدا را رهگیری کرد اما شکست خورد.
طرف توکوگاوا توسط ساکوما نوبوموری، هیراته هیروهیده و سایر نیروهای کمکی و تقویت کننده اودا که تعداد آنها از ۳٫۰۰۰ (طبق نوبوناگا کوکی) تا ۲۰٫۰۰۰ (طبق کویو گونکان) بود، ملحق شد و تعداد کل سربازان را به ۱۱۰۰۰ تا ۲۹۰۰۰ افزایش داد. فرض بر این است که شینگن از دست دادن نیروها و جنگ‌های طولانی تا زمانی که علیه نیروی اصلی نوبوناگا نبرد را آغاز کند، دوست نداشت. قلعه هاماماتسو، محل سکونت ایه‌یاسو، قلعه بزرگی بود که ۴۲۰ متر از شرق به غرب و ۲۵۰ متر از شمال به جنوب بود و یک قلعه مستحکم بود که به دیوارهای زیادی تقسیم می‌شد و تصرف آن را دشوار می‌کرد.
در ۲۲ دسامبر، سه روز پس از تسخیر قلعه فوتاماتا، نیروهای شینگ از طریق دشت انشو به سمت غرب پیشروی کردند. به نظر می‌رسید که این لشکرکشی قلعه هوریه را هدف قرار داده بود و به نظر می‌رسید که ارتش تاکدا از قلعه هاماماتسو محل استقرار توکوگاوا ایه‌یاسو بدون اعتنا می‌گذرد. هدف از تصرف قلعه هوریه کنار دریاچه هامانا تصرف محل سکونت خاندان اوساوا  مسئول حمل و نقل در اطراف دریاچه هامانا بود. هدف تصرف قلعه هوریه، قطع مسیر تدارکات ایه‌یاسو بود؛ بنابراین ایه‌یاسو نتوانست حمله به قلعه هوریه را بدون عکس العمل رها کند، بنابراین نبردی را در میکاتاگاهارا آغاز کرد.
به همین دلیل شینگن ایه‌یاسو را با پیشروی به سوی یک دوراهی، مکانی در ۵ کیلومتری شمال قلعه هاماماتسو برای انجام حمله تحریک کرد و او را از قلعه دور کرد.
نبرد میکاتاگاهارا که در ۲۲ دسامبر برگزار شد، در شرایط نامساعدی برای نیروهای متحد توکوگاوا-اودا آغاز شد و در عرض دو ساعت با پیروزی نیروهای تاکدا به پایان رسید. ۲۰۰ سرباز تاکدا کشته شدند. نیروهای متفقین متحمل ۲۰۰۰، از جمله هیراته هیروهیده، ناکانه ماساترو کشته شدند. ایه‌یاسو توسط یاماگاتا ماساکاگه تعقیب شد، اما گفته می‌شود که او به قلعه هاماماتسو گریخت در حالی که ملازمش ناتسومه یوشینوبو جای او را در نبرد گرفت.
با این حال، یاماگاتا ماساکاگه و دیگران، که در مورد طرح ایه‌یاسو برای بازگشت و استفاده از قلعه‌های خالی تردید داشتند، به قلعه هاماماتسو حمله نکردند.

## محاصره قلعه نودا

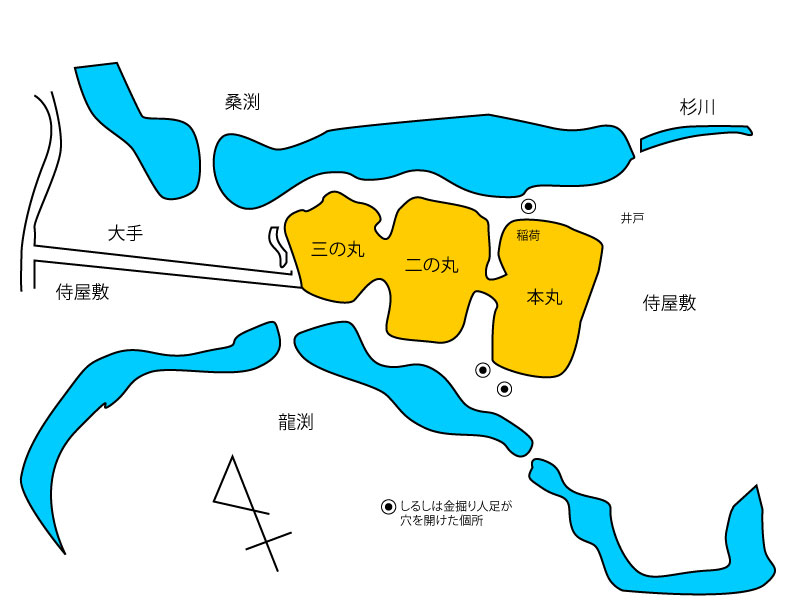
توسط کارگران معدن طلای ولایت کای مسیر رسیدن آب از رودخانه سوگی‌کاوا (杉川)، به آخرین مخزن سمت راست که دو مخزن دیگر آب قلعه را پر می‌کرد مسدود شد.

شینگن که در میکاتاگاهارا پیروز شده بود، بلافاصله به ولایت میکاوا حمله نکرد، بلکه به قلعه هوریه در سواحل دریاچه هامانا حمله کرد، اما به دلیل مقاومت ارباب قلعه، و بدتر شدن آب و هوا، زمان محاصره را افزایش داد. او سال بعد را در ساحل شمالی دریاچه هامانا در معبد هورای و قلعه ناگاشینو جهت استراحت گذراند.
در آغاز سال، در ۳ ژانویه ۱۵۷۳، شینگن پیشروی خود را از سر گرفت و سرانجام به ولایت میکاوا حمله کرد. ابتدا قلعه نودا، یک نقطه استراتژیک در شرق میکاوا را محاصره کردند. قلعه نودا یک قلعه کوچک بود که تنها حدود ۴۰۰ سرباز در قلعه داشت. ارباب قلعه، سوگانوما سادامیتسوا، توصیه شینگن برای تسلیم شدن را رد کرد و مقاومت کامل را انتخاب کرد. شینگن با زور به قلعه نودا حمله نکرد، بلکه در عوض از «حمله آبی» استفاده کرد. او از معدن‌کاران طلای ولایت کای برای قطع آب قلعه کمک گرفت. آنها یک گذرگاه زیرزمین حفر کردند و مسیر آبی را به زیرزمین قلعه منتهی می‌شد تخریب و قطع کردند. در نتیجه تأمین آب قلعه ممکن نشد و در ۱۰ فوریه قلعه نودا تسلیم شد.

### عقب‌نشینی

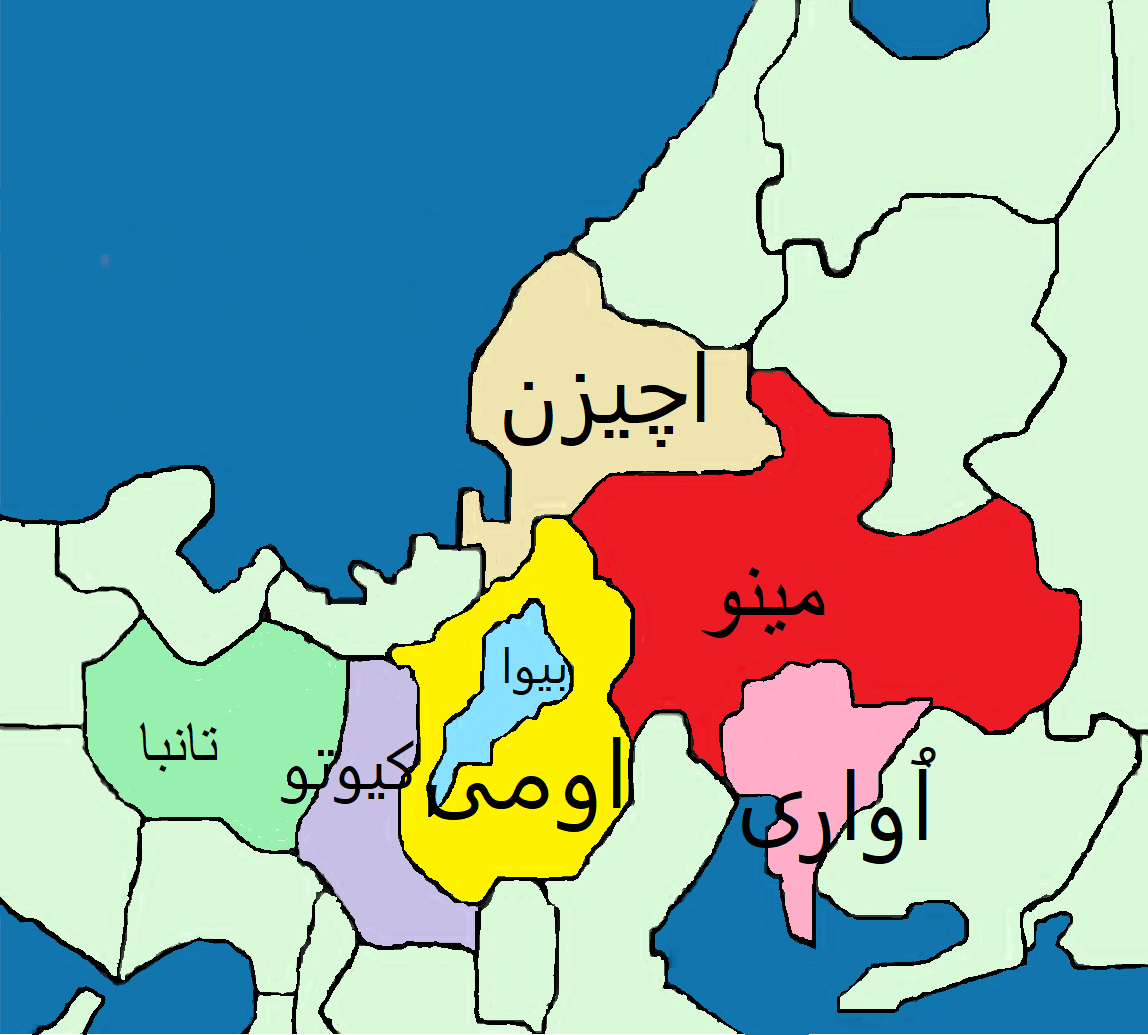
در این نقشه متعلق به سال ۱۵۴۸، ولایت اُواری با رنگ صورتی و ولایت اومی (منطقه متعلق به خاندان آزای) با رنگ زرد نشان داده شده است.

دلیل طولانی شدن محاصره قلعه نودا به این دلیل بود که بیماری مزمن شینگن (برخی از تئوری‌ها شامل سل ریوی، سرطان معده یا یک بیماری بومی) به سرعت رو به وخامت نهاده است. یک نظریه تک‌تیرانداز نیز رایج است که نشان می‌دهد هنگامی که شینگن در حال محاصره قلعه نودا بود، با صدای زیبای فلوت فریفته شد و درست زمانی که از اردوگاه اصلی خارج می‌شد، توسط یکی از طرفین توکوگاوا مورد اصابت گلوله قرار گرفت و مجروح شد.
اودا نوبوناگا که در مورد حرکات آهسته سپاه شینگن دچار تردید نسبت به وقوع حادثه ای در جبهه تاکدا شده بود، جبهه میکاوا را رها کرد و در ماه فوریه یک حمله به نیروهای طرفدار شوگون پانزدهم آشیکاگا یوشی‌آکی به نام نبرد قلعه ایشی‌یاما . قلعه ایماکاتا را آغاز کرد. او به ملازمان ارشد خود شیباتا کاتسوایه، نیوا ناگاهیده، هاچیا یوریتاکا و آکچی میتسوهیده دستور داد تا یامائوکا کاگه‌تومو از «قلعه ایشی‌یاما» را در ولایت اومی (امروزه در اوتسو، شیگا در استان شیگا) در ۲۶ فوریه وادار به تسلیم کنند و در ۲۹ فوریه روکاکو یوشیکاتا (رهبر خاندان روکاکو) و سایرین، «قلعه ایماکاتا» (شیگا در استان شیگا) را به تصرف خود درآورند.
به گفته کویو گونکان، شینگن از حرکات نوبوناگا مطلع شد و از بابا نوبوهارو، ملازم ارشد خود، به شرق (هیگاشی) ولایت مینو حمله کرد و نیروهای اودا را به رهبری نوبوناگا شکست داد و آنها را به قلعه گیفو راند با این حال، همان‌طور که در بالا ذکر شد، خود نوبوناگا در این زمان در خط مقدم حمله به سمت تاکدا نبود و اعضای خاندان اودا هیچ حرکت واضحی انجام نمی‌دادند، بنابراین گفته می‌شود که توضیحات در کویو گونکان متناقض است.
وضعیت شینگن بهبود نیافت و کل ارتش در آنجا مستقر شد و هیچ حرکت عمده ای انجام نداد. در ماه آوریل، دستور داده شد که تمام نیروها به منظور معالجه پزشکی شینگن به ولایت کای بازگردند. در ۱۲ آوریل، شینگن در اچی، ناگانو، جنوب ولایت شینانو درگذشت و لشکرکشی به سمت غرب تاکدا شینگن به بن‌بست رسید.